# Monserrato
Monserrato település Olaszországban, Szardínia régióban, Cagliari megyében. Lakosainak száma 18 924 fő (2023. január 1.). Monserrato Quartu Sant’Elena, Quartucciu, Selargius, Cagliari és Sestu községekkel határos.

## Népesség
A település lakossága az elmúlt években az alábbi módon változott:
| Lakosok száma | 19 924 | 19 771 | 18 924 |
|               | 2017   | 2018   | 2023   |